# Škofija Prince George
Škofija Prince George je rimskokatoliška škofija s sedežem v Prince Georgu (Kanada).

## Geografija
Škofija zajame področje 345.600 km² s 281.000 prebivalci, od katerih je 61.450 rimokatoličanov (21.9 % vsega prebivalstva).
Škofija se nadalje deli na 21 župnij.

## Škofje
- John Fergus O'Grady (13. julij 1967–9. junij 1986)
- Hubert Patrick O'Connor (9. junij 1986–8. julij 1991)
- Gerald William Wiesner (6. oktober 1992–3. januar 2013)
- Stephen Arthur Jensen (3. januar 2013–danes)